# Орбисон, Рой
Рой Ке́лтон О́рбисон (англ. Roy Kelton Orbison; 23 апреля 1936, Вернон — 6 декабря 1988, Нашвилл) — американский музыкант, пионер рок-н-ролла, получивший известность за свой особенный тембр голоса, сложные музыкальные композиции и эмоционально напряжённые баллады.
Своё детство Рой Орбисон провёл в Техасе, начав исполнять рокабилли и кантри-энд-вестерн ещё в школьные годы. Свой первый контракт со звукозаписывающей фирмой Sun Records Рой подписал в 1956 году в Мемфисе. Однако в 1959 году Орбисон принимает решение покинуть лейбл и перейти на Monument Records. В середине 1960-х в музыкальный хит-парад Billboard Top Forty входят двадцать две песни музыканта, среди которых такие хиты, как «Only the Lonely», «Crying», «In Dreams» и «Oh, Pretty Woman».
В 1960—1964 годах он выпустил девять синглов, попавших в американский «Топ-10», среди них чарт-топперы «Running Scared» (5 июня 1961) и «Oh Pretty Woman» (26 сентября 1964). В Англии творчество певца тоже встретило горячий приём, и три его композиции («Only The Lonely», «It's Over» и «Oh, Pretty Woman») занимали первую строчку британских чартов.
В 1970-х годах карьера Орбисона пошла на спад, но на песни музыканта было записано несколько кавер-версий. Одна из них вошла в саундтрек фильма Дэвида Линча. Возвращение Орбисона на широкую музыкальную сцену состоялось в 1980-е годы. В 1987 году Рой Орбисон входит в состав супергруппы The Traveling Wilburys, участниками которой были Джордж Харрисон, Боб Дилан, Том Петти и Джефф Линн. В том же году Рой выпустил свой новый сольный альбом, ставший одним из наиболее коммерчески успешных в его карьере. Рой Орбисон умер в доме своей матери от сердечного приступа 6 декабря 1988 года. Ему было 52 года и он был на пике своей карьеры.
Комбинация мелодичного голоса певца и сложных музыкальных аранжировок позволяли сравнивать его музыку с оперной; музыкант даже получил псевдоним «Карузо рока». Орбисону удалось найти баланс между разбитной вокальной манерой певцов рокабилли, глубиной Джонни Кэша и сексуальностью Элвиса Пресли. В числе музыкантов, называвших Роя Орбисона в числе основных влияний — Элвис Пресли, Джон Леннон и Мик Джаггер. В то время, как большинство исполнителей рок-н-ролла 1950-х и 1960-х годов создавали образ мужественности и непоколебимой уверенности, Орбисон стремился передать спокойствие, отчаяние и ранимость. По воспоминаниям очевидцев, на сцене Рой вёл себя достаточно скромно и сдержанно, предпочитал носить чёрную одежду и тёмные очки, создававшие впечатление загадочности.
Орбисон был включён в Зал славы рок-н-ролла в 1987 году, а также в Зал славы авторов песен Нашвилла. Орбисон занимает 37 место в списке «50 величайших исполнителей всех времён по версии журнала Rolling Stone» и 13 место в списке «20 из 100 величайших вокалистов всех времён», составленном в 2008 году. В 2002 году журнал Billboard поместил имя Роя Орбисона на 74 место в списке «600 самых записываемых артистов». 29 января 2010 года на Голливудской аллее славы была установлена звезда Роя Орбисона. В церемонии закладки звезды приняла участие вдова певца Барбара Орбисон, коллега рокера по группе The Traveling Wilburys Джефф Линн, Дэн Эйкройд, Дэвид Линч, а также певцы Эрик Айзек, Крис Айзек, Джо Уолш и Дуайт Йокам.

## Биография

### 1936—1956: Детство и юность
Рой Орбисон родился в Верноне, штат Техас 23 апреля 1936 года. Родители отношения к музыке практически не имели. Отец Роя, Орби Ли Орбисон, работал бурильщиком нефтяной скважины и автомехаником. Мать Орбисона, Надин Шульц работала медсестрой. Оба страдали от безработицы во времена Великой депрессии, в результате чего семья переехала в Форт-Уэрт, где прожили несколько лет. Но в 1944 году в округе была вспышка полиомиелита, и Рой вместе с братом Грэйди был отправлен обратно в Вернон, к бабушке. Орбисон был младшим, третьим ребёнком в семье. Позже семейство переехало в Уинк, в западном Техасе. По воспоминаниям Роя, его жизнь в Уинке была наполнена «футболом, нефтяным промыслом, топлёным салом и песком». Позднее певец говорил, что возможность переезда из запустелого города стала для него приятной жизненной переменой. С юных лет Рою были свойственны большая ранимость, которая делала его крайне чувствительным к ситуациям, неуверенность в себе и излишняя критичность. Друзья вспоминают, что Рой был весьма скромным и даже малозаметным человеком, однако, стоило ему запеть, как Орбисон моментально становился центром внимания публики. Биограф музыканта Алан Клэйсон считает, что скромность и сдержанность певца являются результатом южного воспитания. Все дети семейства Орбисонов страдали слабым зрением, из-за чего Рой ещё с детства был вынужден носить жёсткие корректирующие линзы. В детстве Рой перенёс заболевание желтухой, последствиями которой стали изменения в цвете кожи лица. В молодости Рой, который от природы был натуральным блондином, перекрасил волосы в чёрный цвет.
На шестой день рождения вместо губной гармоники, о которой мечтал Рой, отец подарил ему гитару. Что и предопределило судьбу будущего певца. Одной из первых песен, которую Рой попытался сыграть на гитаре, стала песня «You Are My Sunshine», а первой песней, написанной самим Роем в возрасте восьми лет, была «Клятва в любви» (англ. A Vow of Love). Одарённый мальчик быстро научился играть. Через год после этого Рой победил в конкурсе юных талантов и получил приглашение выступать на местном радио в субботнем шоу. По словам Орбисона, наибольшее влияние на него оказали Лефти Фризелл, Хэнк Уильямс и Джимми Родджерс. Одним из первых музыкантов, которого Орбисон услышал вживую, был Эрнест Табб, выступивший в Форт-Уэрте в 1940-е годы. В Одессе музыкант экспериментировал с разными музыкальными жанрами: ритм-энд-блюз, текс-мекс, классическая музыка в исполнении оркестра Мантовани и зайдеко. В 1946 году он впервые выступил публично на конкурсе во время проведения медицинской выставки с песнями «Mountain Dew» и «Joe Blon». Рой занял 2-е место, и получил 7 с половиной долларов. В восемь лет, Орбисон победил в конкурсе юных талантов и получил приглашение выступать на местном радио в субботнем шоу. В 1946 году семейство Роя переезжает в Уинк, где через несколько лет тринадцатилетний Рой создаёт свою группу — The Wink Westerners. В её состав вошли музыканты: Билли Пэт Эллис (барабаны), Джеймс Морроу (мандолина), Ричард Вест (пианино) и Чарльз Эванс (бас). Музыканты выступали с песнями Уэбба Пирса, Слима Уитмана и Гленна Миллера. На концертах музыканты повязывали на шею пёстрые платки, тем самым подражая стилю известного кантри-певца Роя Роджерса. Когда в 1951 году музыкантам предложили 400$ за выступление, Орбисон понял, что мог бы зарабатывать на жизнь музыкой. К концу 1940-х The Wink Westerners стали ведущими собственного шоу, транслировавшегося на местном телеканале KMID. Окончив школу в 1954 году, Рой переехал в Дентон, где поступил в колледж. Под его фотографией в школьном выпускном альбоме было написано:

«В будущем мечтаю стать лидером кантри-группы
И, конечно, жениться на самой прекрасной девушке».
Оригинальный текст (англ.)To lead a western band is his after school wish and of course to marry a beautiful dish.

Осенью 1955 года Рой Орбисон поступил в двугодичный колледж Odessa Junior College. Поначалу он хотел заниматься геологией, но передумал и отправился на факультет истории и английского языка. Следом за Роем в Одессу, штат Техас, переехала и его группа. Однако, не все её участники согласились на переезд. Состав группы пришлось изменить. Местное телевидение дало музыкантам возможность открыть своё собственное субботнее шоу, гостями которого становились и знаменитости — на интервью Роя побывали такие звёзды, как Элвис Пресли и Джонни Кэш. В те годы менеджером группы был Сейсил «Папаша» Холлифилд. По воспоминаниям Роя, в те годы он часто отправлялся от Одессы до Далласа (около 571 км) только ради того, чтобы воочию увидеть сценические выходки Элвиса Пресли, в то время восходящей звезды южных штатов. В 1955 году на шоу The Wink Westerners выступил Джонни Кэш, который и посоветовал Орбисону связаться с владельцем студии Sun Records Сэмом Филлипсом по вопросу записи собственной пластинки. Именно в студии «Sun» восходили такие звёзды рокабилли, как Элвис Пресли, Карл Перкинс, Джерри Ли Льюис и сам Джонни Кэш. Рой позвонил Филлипсу, представился, сообщил, что имеет рекомендацию от самого Джонни Кэша, и услышал в ответ: «Делами моей компании Джонни Кэш не занимается!». Сэм Филлипс был разозлён подобной фамильярностью со стороны Кэша.

### 1957—1959: Sun Records и Acuff-Rose Music
26 марта Рой и The Wink Westerners отправились в Мемфис, где местный антрепренёр Уэлдон Роджерс, который только что создал собственный рекорд-лейбл Je-Wel, согласился предоставить студийное время Рою Орбисону. В сопровождении The Teen Kings Рой записал две композиции — «Ooby Dooby» (с англ. — «Шуточная песня») и кавер-версию на песню Джонни Кэрролл — «Trying to Get to You» (с англ. — «Пытаюсь заполучить тебя»). Уже через две недели после студийных сессий двойной сингл появился в продаже. Тогда Рой решил вернуться в Одессу и показать запись своему знакомому и менеджеру группы Сесилю Холлифилду. Сесиль был известным в Техасе бизнесменом, сумевшим разбогатеть на продаже пластинок. У него были хорошие связи, и он позвонил в Мемфис, владельцу студии Sun Records, в которой записывался Элвис Пресли и многие другие знаменитые музыканты того времени. Прослушав записи музыкантов по телефону, Филлипс предложил Рою и его группе приехать в студию на прослушивание. Композиция «Ooby Dooby» потрясла великого открывателя талантов: техника гитарной игры туэнгинг и практически оперное бельканто новичка коренным образом отличались от той музыки, с которой работал Филлипс. «Ooby Dooby», авторами которого были участники студенческого клуба Техаса Уэйд Ли Мур и Дик Пеннер, сочинили её в 1955 году, решив подарить сочинение своему другу, Рою Орбисону. В 1956 году Филлипс заключает с группой контракт. Обновив состав и заменив название группы на The Teen Kings, они вновь начали выступать в клубах, где исполнили шлягеры рок-н-ролла. The Teen Kings гастролировали с Сонни Джеймсом, Джонни Хортоном, Карлом Перкинсом и Джонни Кэшем. Под влиянием музыки Элвиса Пресли, музыканты фанатично включали в свою концертную программу рок-н-ролльные хиты из репертуара Пресли. Первым синглом, записанным в Sun Records, стала пластинка «Ooby Dooby»/«Go! Go! Go!». «Ooby Dooby» поднялся до 59 места поп-чарта в мае 1956 года. Сингл хорошо продавался и попал в хит-парад, разойдясь тиражом 200 тысяч. В июне 1956 года The Teen Kings выступили на шоу Эда Салливана, где исполнили полюбившуююся слушателям «Ooby Dooby». Однако, следующие синглы, изданные под лейблом Sun Records («Go Go Go (Down the Line)», «Rockhouse», «Sweet and Easy to Love») в хит-парад не попали, что привело к распаду группы The Teen Kings, просуществовавшей около пяти лет. Рой решил остаться в Мемфисе и начал записываться вместе со студийными музыкантами. Вскоре к нему переехала и его 16-летняя подруга Клодетт Фрэди. Молодые люди поселились в доме Сэма Филлипса, где спали в разных комнатах. По настоянию Сэма Филипса, Орбисон покинул группу и начал записываться и выступать сольно. С этого момента Рой начал менять свой репертуар в сторону романтических баллад, что вызвало недовольство со стороны Филлипса, требовавшего от своих артистов рок-н-ролл. Орбисон всегда был склонен к исполнению баллад. Например, одна из его ранних песен, баллада «The Clown» (с англ. — «Клоун»), получила положительные отзывы от продюсера Sun Records Джека Клемента. Известно, что после того, как Клемент прослушал песню, он сказал Орбисону, что никогда не смог бы спеть эту балладу так, как он. В 1957 году состоялась свадьба Роя Орбисона с Клодетт Фрэди.
В студии Sun Records первый успех пришёл к артисту с синглом «Ooby Dooby», выпущенным летом 1956 года. Он занял 59 место в национальном хит-параде. Тогда группа получила хороший гонорар, и Рой купил себе «Кадиллак». В течение следующих семи месяцев 1958 года Рой практически не выступал. Его автомобиль был изъят за неплатежи. Для того чтобы покрыть текущие финансовые нужды, Рой был вынужден занимать в долг деньги у близких друзей и родственников. Другие пластинки, записанные Орбисоном в Sun Records не имели такой популярности, и поэтому Рой взялся сочинять песни для других исполнителей. Одной из самых известных песен стала композиция «Claudette», которую Рой посвятил своей первой супруге. Кавер-версию на эту песню записала популярная группа The Everly Brothers, сделавшая «Claudette» «Б»-стороной своего сингла «All I Have To Do Is Dream». На песню обратили внимание Дон и Фил Эверли и поместили её в свой новый сингл, ставший в 1958 году большим хитом в Великобритании. Ещё две песни Орбисона выпустили Бадди Холли и The Crickets в своём дебютном альбоме.
В конце 1958 года из-за разногласий с Сэмом Филлипсом Орбисон покинул Sun Records. Причиной конфликта стало решение Филлипса изменить аранжировку песен Роя из первого LP-альбома — Roy Orbison at The Rockhouse После этого Рой недолгое время работал как штатный автор для звукозаписывающей компании Acuff-Rose Music, а в 1958 году стал записываться под лейблом RCA Records. Одной из первых песен, записанных Орбисоном на RCA стала песня известной автора-песенника Фелис Брайант — «Seems to Me» (с англ. — «Мне кажется»). Запись вышла синглом с «Б» стороной — «Almost 18» (с англ. — «Почти 18»). Брайант, лично знакомый с Орбисоном, вспоминает о нём: «Это был робкий, застенчивый ребёнок, казавшийся шокированным размерами музыкальной сцены. Я помню как он пел тогда — мягко, красиво, но почти застенчиво, как будто кто-то мог быть потревожен его усилиями и сделать ему строгий выговор». После нескольких неудачных попыток записи синглов на RCA Victor, Орбисон покидает лейбл и в январе 1959 года по совету Чета Аткинса переходит на Monument Records. Именно здесь в полную силу раскрылся талант Роя как вокалиста.

### 1959: контракт с Monument Records
Глава лейбла Фред Фостер давал музыкантам свободу действий и позволил Орбисону вдоволь экспериментировать со звуком. Результатом стали квазисимфонические струнные аранжировки, которые так выделяют Орбисона на фоне современников. На первых звукозаписывающих сессиях в Нашвилле, Орбисон перезаписывает песни, которые отказались выпускать RCA Records: «With The Bug», «Paper Boy» и «Pretty One». В те годы личная жизнь музыканта складывалась сложно: он давал много живых концертов, живя вместе с женой и маленьким ребёнком в тесной квартире. Ему часто приходилось искать место для уединения, из-за чего в большинстве случаев, Рой сочинял свои песни в салоне автомобиля. В 1959 году судьба свела Орбисона с музыкантом Джо Мельсоном. В дуэте Рой и Джо написали не один десяток популярных песен, первой из которых стала «Uptown» (с англ. — «Окраина»), выпущенная на первой стороне сингла, появившегося в том же году. Она не заняла высоких мест в хит-парадах, однако количество проданных копий сингла превысило количество проданных копий пластинок Орбисона, выпущенных ранее. В записи Орбисону впервые позволили использовать струнные инструменты, которые ему очень нравились. Позднее Мельсон вспоминал: «Мы стояли в студии, слушая готовые дубли, и они казались нам самыми божественными звуками на земле». Этот успех вскоре позволил Орбисону заключить контракт с одним из престижных ночных клубов города.
Развитие рок-н-ролла было стремительным, однако он также довольно быстро оказался на грани самоисчерпания: Литл Ричард оставил поп-музыку уже в 1957 году, два года спустя после своего первого успеха; Элвис Пресли был призван в армию на два года и по возвращении в 1960 году был больше занят кинокарьерой; Бадди Холли, Ричи Валенс и Эдди Кокран погибли в 1959—1960 годах; Чак Берри был приговорён к тюремному заключению. Другие певцы стали осваивать посторонние стили (кантри, ритм-энд-блюз и др.). В то же время существовало множество коммерчески успешных исполнителей, старательно отшлифовывавших рок-н-ролл, однако мало способствовавших музыкальному развитию. Толпы восторженных подростков с упоением повторяли легко запоминающиеся слова и мелодии, а электроакустическая аппаратура делала песню динамичнее и значительнее. Поп-музыка становится способом иллюзорного освобождения молодого человека от любой власти, от политического и общественного порядка, стабильного образа жизни. Она воплощает желание молодых людей богатых развитых стран отказаться от комфорта, стандартизированных удобств быта, благоразумной умеренности желаний, всего того, что является нормой буржуазного благополучия. Большинство радиостанций 1950-х транслировали записи популярных исполнителей рок-н-ролла, тем самым вытесняя эстрадных певцов и кумиров тинейджеров, исполнявших песни о подростковых трагедиях («Teen Angel», «Endless Sleep»).

### 1960—1964: от рокабилли к року, гастрольное турне с The Beatles
После выпуска песен «Come Back to Me My Love» и «Come Softly to Me», выпущенных в апреле 1960 года, Орбисон и Мельсон написали новую песню — «Only The Lonely», ставшую первым настоящим хитом Роя. Песня была выпущена синглом с «Б»-стороной «Here Comes that Song Again». Она заняла вторую строчку в американском, и первую строчку в английском хит-параде. В студии «Only the Lonely» оказалась первой песней, раскрывшей гигантский потенциал орбисоновского голоса, его уникальность. Первоначально Мельсон и Рой планировали отдать песню Элвису Пресли и The Everly Brothers, но музыканты отказались включить её в свой репертуар, в результате чего песню исполнил сам Рой. По воспоминаниям очевидцев, когда Пресли впервые услышал «Only the Lonely» в исполнении Роя, он купил целый набор пластинок с записью, чтобы преподнести их в подарок друзьям. Джон Леннон, услышав по радио «Only The Lonely», написал песню «Please Please Me». Двойной смысл слова «please» заинтриговал Джона, когда он услышал песню Бинга Кросби со словами «Пожалуйста, прислушайся к моим мольбам». Как пишет биограф музыканта Алан Клэйсон, в фальцете Орбисону удалось взять одну из самых высоких нот соль-диез, которая «исходила не из его горла, а ещё более глубже». Фостер вспоминает: «Он сделал это, и все замерли в изумлении. Никто не слышал ничего подобного прежде». Фред Фостер оказался провидцем: Рой обладал не только диапазоном, но и потрясающей силой, не имеющей ничего общего с децибелами. Мельсон дирижировал вокальной группой Аниты Керр, выпевавшими контр-мелодию «дам-дам-дам-дамми-ду-уа». Но хрупкий голос певца, непривычный к чему-то более обременительному, чем юношеские баллады, несколько терялся на фоне хора. Тогда Фостер и студийный звукорежиссёр Билл Портер загородили Орбисона длинной вешалкой с шубами и пальто. Так они достигли изоляции голоса от других звуков студии, и Портер смог «обрабатывать» вокал, добавив плотности за счёт двойной реверберации. Летом 1960 года «Биллборд» поместил «Only The Lonely» на 2 место, после чего Орбисон и Фостер переехали в Нашвилл. В 1999 году песня была удостоена музыкальной награды, присвоенной Национальной академией искусства и науки звукозаписи, а в 2004 году заняла 232 место в списке «500 величайших песен всех времён по версии журнала Rolling Stone». В 1961 году Орбисон совершает концертное турне по США вместе с Пэтси Клайн, а также получает приглашение выступить в музыкальном телешоу Дика Кларка — American Bandstand. Последовавшие синглы, написанные в тандеме Мельсон-Орбисон также имели успех в хит-парадах: «Blue Angel» (1960 год, США — 9-е место, Англия — 11-е), «Leah» (1962 год, США — 25-е место), «Blue Bayou» (1963 год, США — 5-е место, Англия — З-е) «Claudette» и «I’m Hurtin'» (1961 год, США — 27-е место). В интервью 1988 года для журнала Rolling Stone Орбисон вспоминал: «Мне понравился звук собственного голоса, и я решил ничего не менять и продолжать петь так же, как тогда. Думаю, что где-нибудь в процессе работы над песнями „Ooby Dooby“ и „Only the Lonely“, мой голос стал звучать лучше».
В 1963 году артист много гастролирует по стране, участвует в концертных поездках по Канаде и Австралии, дважды даёт концертные программы в Ирландии и Новой Зеландии. Орбисон гастролировал вместе с группой The Beach Boys в 1964 году и принял участие в австралийском турне Rolling Stones в 1965 году. О последнем турне Орбисон позже вспоминал: "После была небольшая встреча, и взамен они подарили мне серебряный портсигар с гравировкой «From The Rolling Stones To Ooby Dooby». В 1965 году истёк контракт с фирмой Monument Records, и Рой Орбисон перешёл на крупный лейбл MGM Records, что незамедлительно сказалось на уровне его записей. Жёсткие рамки контракта давали артисту мало творческого простора, и 25 позиция в чартах первого сингла на новом лейбле «Ride Away» стала лучшим достижением Орбисона на ближайшие 20 лет. В 1965 году вместе с семьёй музыкант переехал в Нашвилл и возвратился к записи альбомов в студии. Именно в этот период он написал песню «Running Scared» (с англ. — «Бегу без оглядки»): история об эмоционально уязвимом человеке, переживающим потерю любимой женщины. По своей структуре она заметно отличалась от тех, что музыкант писал раньше. В её основу вошёл ритм знаменитого классического произведения «Болеро», написанного французским композитором Морисом Равелем. В отличие от классика, он взял размер 4/4, придав теме звучание «латинской музыки». В записи песни в студии должен был принять участие оркестр, и звукооператор проинформировал его о том, что певец будет должен петь громче обычного, потому что оркестр не мог звучать тише его голоса. «Running Scared» возглавил строчки музыкальных хит-парадов. Практически беспрерывную серию удачных пластинок продолжили «Dream Baby», «Working For the Man», «In Dreams», «Blue Bayou», «It’s Over», «Lana» и самый большой хит Роя Орбисона «Oh, Pretty Woman», который только в 1964 году купили 7 миллионов слушателей. В 1990 году у издателя Орбисона были лицензированы права на песню «Oh, Pretty Woman» для фильма «Красотка». Название этой успешной романтической комедии с участием Ричарда Гира и Джулии Робертс, было также взято именно из этой песни.
Композиция «Oh, Pretty Woman» — это не только вершина отдельно взятой биографии, но и одна из самых известных и знаковых песен рок-эпохи. В августе 1964 года сингл был опубликован в Соединённых Штатах, через месяц появился в Великобритании и в десятках других стран. Он неизменно становился хитом номер один в каждой стране, где был издан. За считанные месяцы, ещё до конца 1964 года, сингл «Oh, Pretty Woman» попал в руки семи миллионов меломанов всего мира. Игривое рычание в конце первого куплета песни, Орбисон позаимствовал из фильмов Боба Хоупа, а эпитет («Mercy!») музыкант использовал тогда, когда не мог взять высокую ноту. История рассказывает как Рой Орбисон и его партнёр Билл Диз сидели дома у Орбисона, пытаясь сочинить песню. В поисках мелодии они играли всё, что приходило в голову. В комнату заглянула жена Роя Орбисона, Клодетт, и сообщила мужу, что собирается в город за покупками. Рой спросил, не нужны ли ей деньги, и тогда в разговор вмешался Диз с замечанием: «Хорошенькой женщине деньги никогда не нужны!» (англ. Pretty woman never needs any money). Тогда Орбисон принялся напевать фразу «Pretty woman walking down the street», а Билл Диз стал отбивать ритм кулаком по столу. Он живо представлял себе некую женщину в жёлтой юбке и красных туфельках, как она цокает каблуками по тротуару. Когда Клодетт вернулась с покупками, песня была уже готова. Песня была написана в пятницу. В следующую пятницу Орбисон её записал, а ещё в следующую пятницу песня уже вышла на пластинке. В 1964 году песня возглавила строчки хит-парадов в США, где провела 14 недель. В Великобритании песня задержалась в хит-парадах на 18 недель. В 2004 году журнал Rolling Stone поместил песню «Oh, Pretty Woman» на 222 место в списке «500 величайших песен всех времён».
В апреле 1963 года, когда был выпущен сингл «In Dreams», Рой согласился заменить гитариста Дуэйна Эдди в турне по Англии. В то время в состав группы Роя Орбисона входили: Бобби Голдсборо (гитара) и Дьюи Мартин (ударные) (последний позже вошёл в состав группы Buffalo Springfield). Для лучших работ Роя Орбисона того периода, а специалисты считают, что 1960—1964 годы были пиком его успеха, — характерны романтические темы, к тому же певец нашёл способ наиболее эффектной подачи своего голоса. По прибытии в Англию, на одной из лондонских улиц перед концертным залом, Рой заметил в афише, что вместе с ним в концерте примет участие новая молодёжная группа The Beatles. «А кто такие эти The Beatles?» — спросил Орбисон. И стоявший рядом человек сказал: «Я один из них, зовут Джон Леннон». Они познакомились, и Леннон предложил Орбисону посмотреть Лондон. Позднее Леннон вспоминал, что Орбисон хотел увидеть три вещи: музей военной истории Англии, где он провёл полдня, пьесу с сэром Лоренсом Оливье и Черчилля, чтобы пожать ему руку. Тем же вечером на настройке звука перед концертом, Орбисону нанесли визит Джон Леннон и Брайан Эпстайн. Они решили оспорить порядок выступления артистов и предложили Рою выступить в начале шоу. Орбисон согласился. Вечером, на концерте певец поразил зрителей несвойственным ему экспрессивным поведением. Участники группы The Beatles, ожидавшие за кулисами, были ошеломлены тем, как публика принимала Орбисона. Завершив выступление, Рой покинул сцену, но толпа скандировала: «Мы хотим Роя! Мы хотим Роя!». В результате, «на бис» публика вызвала Орбисона 14 раз. По воспоминаниям очевидцев, чтобы удалить Орбисона со сцены, Маккартни и Леннон схватили Роя под руки, не пуская на сцену. Орбисон сопротивлялся, и Леннон прошипел: «Yankee, go home!». Позднее Ринго Старр вспоминал: «После Роя было очень трудно выступать. Он клал зал на лопатки, и они вопили, требуя его выхода ещё и ещё. В Глазго мы стояли за кулисами и слушали гром аплодисментов, которыми его награждали. Он просто стоял там, пел, даже не двигался, — ничего». Орбисон чувствовал особое духовное родство с Ленноном, однако по-настоящему дружеские отношения у музыканта сложились с Джорджем Харрисоном. Пластинки Орбисона всегда активно соперничали в британских хит-парадах с сочинениями ливерпульской четвёрки. Например, его альбом In Dreams, вошедший в британские чарты в ноябре 1963 года одновременно с пластинкой With The Beatles. Альбом The Beatles провёл в музыкальном хит-параде 51 неделю, альбом Орбисона — 57 недель.

### 1965—1969: спад карьеры и личные трагедии
Выпуск «Oh, Pretty Woman» стал вершиной музыкальной карьеры Орбисона в 1960-е годы. С этого момента музыкант много гастролирует, записывает новые студийные альбомы. В те же годы существенные изменения происходили и в личной жизни Орбисона: в ноябре 1964 года Рой развёлся со своей женой по причине её супружеской неверности. Размолвка закончилась примирением в августе 1965 года, но семейное счастье длилось недолго: 6 июня 1966 года Клодетт погибла в автокатастрофе — её мотоцикл врезался в грузовик, а во время концертного турне в английском городе Мидлендс 16 сентября 1968 года Орбисону сообщили, что двое из трёх его сыновей Девайн (род. 1958) и Энтони (род. 1962) погибли во время пожара: сгорело его ранчо в Нашвилле. В том же году Уэсли Роуз, исполнявший обязанности менеджера Орбисона, настоял на его уходе с лейбла Monument Records на MGM. Роуз считал необходимым, чтобы музыкант повторил путь Элвиса Пресли и занялся кинокарьерой. Орбисон был большим киноманом и мог просматривать до трёх фильмов в день. Изменения претерпевала и музыка: в феврале 1964 года в США наступил период «британского вторжения», с которого начался новый этап рок-истории. После случившегося певец уехал из США и поселился в Западной Германии с оставшимся сыном Уэсли.
После смерти жены Рой осознал, что не может писать песен, а потому всецело посвятил себя концертам и съёмкам своего собственного фильма — «Быстрейшая гитара из всех живущих» (англ. The Fastest Guitar Alive), в котором исполнил одну из главных ролей. Первоначально фильм планировали снять в жанре драматического вестерна, но картина была снята в жанре комедии. Герой Орбисона — американский шпион, цель которого защитить и доставить тайник с золотом Федеральной Армии. Единственное оружие, которое есть у героя — гитара, превращающаяся в винтовку. Действие фильма происходит в период Гражданской войны. В саундтрек к фильму Орбисон записал несколько песен: «The Fastest Guitar Alive», «Rollin' On», «Whirlwind», «Pistolero», «Medicine Man», «River» и «Good Time Party». Несмотря на очевидный кассовый провал картины и негативные отзывы критиков, Орбисон с удовольствием снялся в фильме. Согласно условиям контракта с кинокомпанией MGM, Орбисон должен был быть задействован в пяти картинах, однако снялся лишь в одной. После неудачной попытки проявить себя в кинематографе, Орбисон решил продолжить сотрудничество с близким другом, клавишником и соавтором Биллом Дизом, с которым познакомился в Техасе. В сотрудничестве с Дизом были написаны песни: «It’s Over» (1964), «Born On The Wind» (1964), «Ride Away» (1965), «Communication Breakdown» (1966) и «Oh, Pretty Woman». Большинство песен имели большой успех в Великобритании. Как отмечает журнал Billboard:

В 68-недельный период, начавшийся 8 августа 1963 года, Рой Орбисон стал единственным американским артистом, чей сингл достиг лидирующей позиции в музыкальных хит-парадах Великобритании. Он сделал это дважды: с песней «It’s Over» (25 июня 1964) и «Oh, Pretty Woman» (8 октября 1964) Оригинальный текст (англ.)In a 68-week period that began on August 8, 1963, Roy Orbison was the only  American artist to have a number-one single in Britain. He did it twice, with 'It's Over' on June 25, 1964, and 'Oh, Pretty Woman' on October 8, 1964. The latter song also went to number one in America, making Orbison impervious to the current chart dominance of British artists on both sides of the Atlantic.— Элли Эмбёрн, Dark Star: The Roy Orbison Story, 1990
Во время отсутствия Роя в 1967 году MGM Records выпустили пластинки Roy Orbison Sings Don Gibson и Hank Williams the Roy Orbison Way — трибьют-альбомы на песни Дона Гибсона и Хэнка Уильямса, но оба успеха у слушателей не имели. Музыкант весьма болезненно переживал неудачи в работе: «Я не знал многого из того, к чему имел отношение. Я стоял как дерево на одном месте, вокруг которого дуют ветры, одно время года сменяется другим, а ты стоишь неподвижно, и вдруг внезапно расцветаешь снова». Несмотря на трудности в работе, проблем с финансами музыкант к тому времени не испытывал. Годами ранее он сделал выгодные инвестиции в недвижимость, позволившие ему накопить средства. В конце июля 1968 года, находясь в английском городе Лидс, Рой познакомился с немецкой журналисткой Барбарой Анной Марией Вилхоннен-Якобс. Встреча состоялась в ночном клубе, куда Рой отправился вместе с друзьями. Ей было 17 лет, а ему — 32. Они полюбили друг друга, и вскоре она переехала к нему в США, где они поженились 24 марта 1969 года. Они построили себе новый дом в Хендерсонвилле, всего в одном квартале от того места, где годом ранее в пожаре погибли его дети. От этого союза родилось двое детей — Александр (род. 1970) и Рой Орбисон младший (род. 1974).

### 1970—1974: кавер-версии
В 1970-е годы карьера Орбисона пошла на спад. Его альбомы плохо раскупались, что заставило музыканта усомниться в своём таланте. Автор Питер Лемен предполагает, что внезапное исчезновение Орбисона с музыкальной сцены могло объясняться загадочностью личности музыканта. Лемен пишет: «Поскольку никогда не было понятно, откуда он появился, никто даже и не задумывался о том, куда он мог пропасть. Он просто незаметно ушёл». Несмотря на относительное затишье в 70-х и проблемы со здоровьем, в начале 1980-х Орбисон гастролирует с группой The Eagles, а на его песни записывается несколько кавер-версий, имевших успех в хит-парадах разных стран. Наиболее известные кавер-версии песен Роя Орбисона записали: Сонни Джеймс — «Only the Lonely» (1969, США — 1-е место), Линда Ронстадт — «Blue Bayou» (1977 год, США — 3-е место; Великобритания — 35-е место), Дон Маклин — «Crying» (1980 год, США — 5-е место; Великобритания — 3-е место), Глен Кэмпбелл — «Dream Baby (How Long Must I Dream)». Брюс Спрингстин, давний поклонник Роя ввёл традицию завершать свои концерты песнями Орбисона. В 1973 году истёк контракт Роя с компанией MGM, с которой у него так и не сложились отношения. Он заключил годичный контракт с Mercury Records, и в 1974 году две его песни добились неплохих результатов: «Penny Arcade» заняла первое место в Австралии, а «Too Soon To Know» — третье в Англии. В 1976 году он вернулся на лейбл Monument Records и решил возвратиться к активной концертной деятельности, отправившись в большое турне по Дальнему Востоку, Австралии, Азии и Европе. В тот же год во время одного из последних концертов в Лас-Вегасе Элвис представляет Роя публике и говорит о нём, как о самом великом певце. В 1979 году Рой посвящает Элвису песню «Hound Dog Man» и исполняет две его песни на концерте в честь Элвиса в том же году. В 1978 году Орбисон написал музыку к документальному фильму о жизни Элвиса Пресли — «Живая легенда». Недолгое время фильм шёл в кинотеатрах США.

### 1987: возвращение иThe Traveling Wilburys
В начале 1980-х в карьере Орбисона намечается подъём, начавшийся с присуждением артисту «Грэмми» в категории кантри за дуэт с Эммилу Харрис «That Lovin' You Feelin' Again». Артист продолжает гастролировать, записывается в рамках проекта Class of '55 со своими старыми друзьями и коллегами по Sun Records — Карл Перкинс, Джонни Кэш и Джерри Ли Льюис, и эта запись также получает «Грэмми». В 1980 году Орбисон также снялся в эпизодической роли в фильме «Техперсонал» с участием Мита Лоуфа и Деборы Хэрри. В 1986 году заключает контракт с Virgin Records, где перезаписывает свои старые хиты первой половины 1960-х, в том числе дуэт с Кэтрин Дон Ланг — «Crying», которая была также удостоена премии «Грэмми» в номинации «Лучшее совместное вокальное кантри исполнение». Песня вошла в саундтрек к фильму «Игра в прятки». Кэтрин Дон Лонг вспоминает:
«Он был ужасно раним. Он рассказал мне однажды, как шёл к женщине, которой потом написал песню «Crying», и не мог справиться с дрожью рук и голоса. Совершенно не мог владеть собой. Так и не решился. Вернулся домой и написал эту песню «Crying». И конечно, способность перевести своё страдание в мелодию и слова — это уже совсем другой дар, творческий, а не исполнительский. И его песни, как говорится, льются без всяких видимых усилий».Кэтрин Дон Ланг
В 1987 году Орбисон вошёл в состав студийной супергруппы, созданной по идее бывшего лидера Electric Light Orchestra Джеффа Линна — The Traveling Wilburys. Всё началось с совместной трапезы Роя Орбисона, Джорджа Харрисона и Джеффа Линна, которые находились в студии Боба Дилана в Санта-Монике, штат Калифорния для записи нового трека в качестве «Б»-стороны для сингла Джорджа «This Is Love». Привлечение Тома Петти было случайным — Джордж оставил свою гитару у него дома. К вечеру группа написала песню «Handle with Care», которая и положила начало к записи полноценного студийного альбома. О записи альбома Орбисон вспоминал: «При записи никто даже не вспоминал о своём „я“. Всё было очень расслабленно и легко». Альбом, песни для которого написали все участники группы, был записан всего за 10 дней, потому что Дилан должен был ехать в тур. Пластинка была выпущена в октябре 1988 года под названием Traveling Wilburys Vol. 1; имена музыкантов на ней были изменены на псевдонимы, которые предполагали родство с сэром Чарльзом Трускоттом Вилбури. Каждый музыкант выбрал для себя личный сценический псевдоним; Орбисон получил псевдоним Лефти Уилбери, взятый от имени американского кантри-певца Лефти Фризелла. Орбисон предложил группе лозунг: «Кто-то говорит, что папа был хамом и межевиком. Я же помню его как баптистского проповедника» (англ. Some people say Daddy was a cad and a bounder. I remember him as a Baptist minister). Вместе с рок-ансамблем The Traveling Wilburys Орбисон выпустил два сингла: «Handle with Care» и «End of the Line».
Орбисону принадлежит один сольный трек на альбоме — «Not Alone Anymore» (с англ. — «Больше не одинока»). Вклад Орбисона в запись альбома получил положительные отзывы в прессе. Альбом Traveling Wilburys Vol. 1 провёл 53 недели в американском хит-параде. За первые шесть месяцев после выхода было продано более 2 млн копий. Traveling Wilburys Vol. 1 поднялся до 16-го места в UK Album Chart и до 3-го места в американском чарте Billboard 200. Альбом продержался в американских чартах более 50 недель и получил статус трёхкратно платинового. Альбом был удостоен премии «Грэмми» в номинации «Лучшее вокальное рок-исполнение дуэтом или группой», а журнал Rolling Stone включил его в список «100 лучших альбомов десятилетия».
В 1987 году Рой Орбисон был включён в Зал славы рок-н-ролла. На торжественную церемонию был приглашён большой поклонник Роя, музыкант Брюс Спрингстин, сказавший торжественную речь: «Я хотел записать песню со стихами Боба Дилана и музыкой похожей на Фила Спектора, но больше всего в своей жизни я хотел петь, как Рой Орбисон. Теперь все знают, что никто не споёт так, как Рой Орбисон». Своё выступление Брюс завершил исполнением песни «Thunder Road» из альбома Born to Run, а сам Рой в своей ответной речи сказал, что чувствовал себя «польщённым» оказанным ему уважением. Несколько месяцев спустя Орбисон и Спрингстин выступили в отеле Coconut Grove Ballroom в Лос-Анджелесе. К ним присоединились Джексон Браун, Ти Боун Бёрнэт, Элвис Костелло, Том Уэйтс, Бонни Рэйтт, Дженнифер Уорнс и Кэтрин Дон Ланг. О прошедшем концерте Ланг вспоминала: «Рой посмотрел на всех нас и сказал: „Если есть что-нибудь, что я могу для вас сделать, пожалуйста, обращайтесь ко мне“. Он был очень серьёзен. Таким способом он хотел поблагодарить нас. И это было очень волнующе». В том же году на канале HBO состоялся легендарный концерт «Рой Орбисон и друзья, чёрно-белые ночи», выдержанный в эстетике конца пятидесятых-начала шестидесятых и снятый на чёрно-белую плёнку. Участвовать в концерте он пригласил своих друзей: Брюса Спрингстина, Элвиса Костелло, Кэтрин Дон Ланг, Тома Уэйтса, Бонни Рейтт, а также участников бывшей сопровождающей группы Элвиса Пресли. Запись была выпущена под лейблом Virgin Records, продав свыше 50 000 копий. В 1986 году Рой подписал контракт с Virgin Records и перезаписал свои старые хиты, вошедшие в альбом In Dreams: The Greatest Hits. Альбом продюсировал Ти Боун Бёрнэт. Музыка Роя используется во многих фильмах, среди которых фильм Дэвида Линча «Синий бархат», а также фильм Марека Каневска «Меньше, чем ноль». В 1985 году другая песня Орбисона — «Wild Hearts Run Out Of Time» вошла в саундтрек к фильму Николаса Роуга — «Незначительность».
Рой Орбисон не давал своего согласия на использование песни «In Dreams» в фильме «Синий бархат». Однако, Линч всё равно вставил песню в ленту. В процессе съёмок Линч решил использовать песню сразу в нескольких эпизодах с целью придать ленте особую сюрреалистическую образность и общую фантастическую атмосферу. Первоначально песня служила музыкальной темой для навязчивой идеи одного из героев фильма, психопата Фрэнка Бута (Деннис Хоппер). «In Dreams» также использована в сцене избиения главного героя фильма и в эпизоде, в котором наркодилер Бен (Дин Стоквелл) исполняет песню под фонограмму. Вначале Орбисон был ошеломлён своевольностью Линча, но вскоре после просмотра фильма в кинотеатре Малибу, певец говорил:

Я был уязвлён, потому что «добрый, сказочный клоун» из моей песни по фильму имел отношение к сделке с наркотиками… Я спрашивал себя «Куда катится этот мир?» Но позже во время очередных гастролей, мы увидели видеоклип на песню, и я пересмотрел свои взгляды. Я научил себя понимать и ценить то, что Дэвид придал моей песне и что сама песня дала фильму — отрешившись от всего земного, он дал новое измерение песне «In Dreams».
Оригинальный текст (англ.)I was mortified because they were talking about the 'candy colored clown' in relation to a dope deal... I thought, 'What in the world...?' But later, when I was touring, we got the video out and I really got to appreciate what David gave to the song, and what the song gave to the movie — how it achieved this otherworldly quality that added a whole new dimension to «In Dreams».— Колин Эскотт, The Legendary Roy Orbison CD box set, 1990

### 1988: альбомMystery Girl
В 1988 году Рой подготовил новый сольный альбом — Mystery Girl, выход которого был запланирован на январь будущего года. Главным номером этой пластинки была песня «You Got It» (с англ. — «Ты получила это»), написанная Джеффом Линном и Томом Петти. Она стала популярной ещё до выхода нового альбома благодаря тому, что Рой исполнял её на концертах. Альбом был спродюсирован Джеффом Линном, который по мнению Орбисона, был лучшим продюсером из всех с кем он когда-либо работал. Свой композиторский вклад в альбом внесли близкие друзья Орбисона, в частности его сын Уэсли, Боно, Дайан Уоррен, Элвис Костелло и другие. В записи альбома также приняла участие супруга певца, Барбара Орбисон, исполнившая бэк-вокальную партию в песне «In the Real World». Альбом достиг 9-го в хит-парадах США и 3-го в Великобритании. Альбом Mystery Girl, вышедший уже после смерти певца, оказался самым продаваемым из всех его альбомов. Лидер рок-группы U2 Боно начал интересоваться музыкой Орбисона после просмотра фильма «Синий бархат». Под впечатлением услышанной в фильме песни Орбисона, Боно в сотрудничестве с Эджем написали композицию — «She's a Mystery to Me» (с англ. — «Она для меня загадка»), которая вошла в альбом Mystery Girl. В сентябре Боно и Эдж приняли участие в записи диска Роя Орбисона. Боно вспоминает:
«Я стоял рядом с ним и пел. Казалось, что он и не пел вовсе, из-за чего я подумал: «Он будет петь следующую песню. Сейчас он просто читает слова». И только когда мы приступили к прослушиванию, я услышал этот голос, который пел самым что ни на есть громким шёпотом из всех, что я когда-либо слышал. Он пел. Но при этом едва шевелил губами. И голос звучал громче всего оркестра. Я не знаю, как он сделал это. Это можно сравнить с ловкостью рук».Боно

### Смерть
С конца семидесятых годов Рой Орбисон страдал сердечными заболеваниями. Как утверждает близкое окружение музыканта, болезням способствовали сложности в личной жизни. 18 января 1978 года музыканту была сделана операция на открытом сердце. Музыкант также страдал от язвы желудка, обнаруженной у него в 1960 году, причиной которой была привязанность Роя к табаку. На протяжении большей части жизни Рой был заядлым курильщиком. Несмотря на то, что самочувствие Орбисона после перенесённой операции на сердце заметно улучшилось, он не изменил своим привычкам и продолжал курить. Его официальное возвращение на сцену в 1981 году сопровождалось восторженными рецензиями даже в самых скептически настроенных музыкальных изданиях мира. Сам же музыкант говорил, что возвращение на сцену стало неожиданным поворотом в музыкальной карьере: «Здорово, что я снова пользуюсь спросом, но всё ещё не совсем этому верю». Музыкант был вынужден сбросить лишний вес, чтобы соответствовать своему новому имиджу, а также отвечать новым требованиям для съёмок видеоклипов. Друзья музыканта вспоминают, что с возрастом Рою стало труднее работать по вечерам, из-за чего он часто переносил запись в студии на утро, когда это было возможно. В ноябре 1988 года была закончена работа над сольным альбомом Mystery Girl и альбомом Traveling Wilburys Vol. 1. Орбисон отправился в концертное турне по Европе, во время которого музыканту вручили музыкальную награду. 4 декабря 1988 года в Кливленде, штат Огайо состоялось последнее выступление Роя Орбисона. Затем музыкант вернулся в Хендерсонвилл, штат Теннесси, решив отдохнуть и восстановить силы перед поездкой в Лондон, где были запланированы съёмки двух новых видеоклипов на песни The Traveling Wilburys. 6 декабря 1988 года Рой провёл с сыновьями, запуская с ними в небо радиоуправляемые самолёты. После обеда в доме своей матери Орбисон скончался от сердечного приступа. Ему было 52 года.
8 декабря в нескольких крупнейших печатных изданиях, среди которых Nashville Banner и The National Enquirer, было опубликовано официальное сообщение о смерти музыканта. Известие о смерти Орбисона также попало на первую полосу газеты The New York Times. Автор Питер Лемен предполагает, что в случае кончины Орбисона в 1970-е годы новость о смерти музыканта могла бы претендовать на незначительное упоминание в некрологе. Рой Орбисон был похоронен на Вествудском кладбище в Лос-Анджелесе. Могила музыканта немаркирована. Номер земельного участка, на котором захоронен певец — 97 (участок D). В январе 1989 года Орбисон стал первым музыкантом после Элвиса Пресли, чьи альбомы вошли в пятёрку лучших альбомов чарта Billboard уже посмертно. В 1992 году общество Virgin выпустило коллекцию неизданных материалов King of Hearts, в которую вошла песня «I Drove All Night». Она заняла 7-е место в хит-параде Великобритании — UK Singles Chart и привлекла интерес современных исполнителей. Кавер-версии на эту песню записали известные музыканты среди которых Синди Лаупер, Селин Дион и группа Pinmonkey. Огромную работу по популяризации творчества Роя Орбисона продолжала делать его жена Барбара, которая распоряжалась его наследием и занималась подготовкой новых релизов, выпускаемых под лейблом Orbison Records. 6 декабря 2011 года Барбара скончалась в Лос-Анджелесе от рака поджелудочной железы.

## Стиль
Хотя Орбисона называют одним из пионеров и родоначальников рок-н-ролла, стиль его музыки отличался более мягким эмоциональным настроем. Рок-н-ролл, сочетавший кантри-музыку сельского белого населения и городской негритянский блюз, возник в 1955 году. Её основные идеи, тексты, интонации, манера исполнения рождались под влиянием бунтарского неприятия «ценностей отцов». Едкая политическая сатира на взгляды буржуазии, сочувствие бедности, иронический скепсис по отношению к лживой морали общества потребления, наркотические видения и любовно-сексуальный экстаз — все эти новые образы стали знаковыми для молодёжной культуры 1960—1970 годов. Одновременно с новой музыкальной культурой утвердился имидж поп-звезды, раскованно, порой вызывающе дерзко держащейся на сцене. Орбисон представлял полную противоположность утвердившемуся имиджу поп-звезды. Музыкант был менее раскован на сцене, а структура и тематика песен Орбисона заметно отличали его на фоне других исполнителей рок-н-ролла тех лет. Современники музыканта сравнивают его песни с произведениями классической музыки, написанными композиторами, однако сам Орбисон никогда не говорил о влиянии классической музыки на своё творчество. Автор Питер Леман пишет: «Ему удалось не имитировать классическую музыку, а создать уникальную форму поп-музыки, вобравшую в себя большое количество разнообразных музыкальных стилей, которые пользовались популярностью в его юности».

### Создание имиджа
В отличие от своих современников, Орбисон был менее харизматичным артистом. Друзья певца говорят, что сценический образ Орбисона никак не сочетался с его настоящим характером. По их словам, он обожал повеселиться и любил жизнь. Музыкант нашёл свой неповторимый имидж при помощи незначительного и, по слухам, случайного изменения внешнего облика. По пути в Англию Орбисон забыл в самолёте очки с диоптриями Ray-Ban Wayfarer и был вынужден в ходе всего турне с Beatles в 1963 году носить солнцезащитные. На интервью «Би-би-си» музыкант вспоминал: «На том концерте было много народу, меня много фотографировали. Потом эти тёмные очки были на всех снимках и как-то стали очень популярны после этого. И поэтому мне пришлось носить тёмные очки. Я очень смущался из-за этого». Другие утверждают, что, зная о том, что у него очень близко посажены глаза и что это делает его не очень привлекательным, Рой последовал совету и начал носить «рэй-бэн». Он сохранил этот загадочный образ, каждый раз выходя на сцену в тёмных очках. Биографы музыканта предполагают, что, несмотря на то, что Орбисон обладал хорошим чувством юмора и был жизнерадостным человеком, он был очень застенчив и страдал от острого страха сцены, обострившегося у певца в начале восьмидесятых годов. Возможность носить тёмные очки позволяла артисту скрыться от постороннего внимания. Предпочтение чёрного цвета в одежде создало о музыканте впечатление загадочного человека, сосредоточенного на себе и своём внутреннем мире. Журнал Life однажды назвал Орбисона «анонимной знаменитостью». Несколько лет спустя Орбисон говорил:

Я никогда не пытался быть фантастическим. У меня не было менеджера, который советовал бы мне как одеваться, как преподнести себя или что-нибудь ещё. Я сам создал имидж загадочного и тихого человека в чёрном, своего рода отшельника, хотя в действительности я никогда не был таким. Оригинальный текст (англ.)I wasn't trying to be weird, you know? I didn't have a manager who told me to dress or how to present myself or anything. But the image developed of a man of mystery and a quiet man in black somewhat of a recluse, although I never was, really.— Тоби Кресвелл, 1001 Songs: The Greatest Songs of All Time and the Artists

### Структура песен
В 1999 году ведущий вокалист рок-группы U2 Боно назвал Орбисона образцовой фигурой музыкального творчества: «Есть вещи, о которых люди говорят недостаточно много в той степени, в которой заинтересован в них я. Особенно, когда речь идёт о настолько инновационной и радикальной музыке с точки зрения своего сочинительства. Если человек только начинает постигать азы профессионального композиторства, он обязательно должен подняться до уровня Роя Орбисона». Боб Дилан приводит план структур песен Роя Орбисона в своей книге «Хроники. Том 1», отмечая при этом, что песни Орбисона представляют собой «песни внутри песен». Музыкальный критик Дэйв Марш пишет, что композиции Орбисона «определяют мир самостоятельно и более полно, чем любое другое произведение поп-музыки». Автор The New York Times Питер Уотрус в рецензии к одному из концертов Орбисона написал: «Он усовершенствовал необъективное видение поп-музыки, в которой оригинальность и творческая фантазия отгоняют прочь всё единообразие традиционализма». Певец не боялся петь о страхе, тревоге, потере или неуверенности в себе. «Те неподдельные чувства, те эмоции, о которых пел Рой, и та сила, с которой он выражал их в своих песнях, несомненно, шла вразрез с песнями этих мужественных и уверенных в себе рок-н-ролльных мачо», рассказывает биограф Орбисона Питер Леман.
Основной автор текстов песен Элтона Джона Берни Топин сказал, что песни Орбисона вносят «радикальные левые повороты», а Кэтрин Дон Ланг отметила, что залогом успеха в таких песнях, как «Running Scared», может стать финальная нота или одно слово.
В 1960-х Орбисон настоял на том, чтобы во время записи синглов был задействован весь инструментальный ансамбль, включая бэк-вокалистов. Орбисон не возражал против ограничения по времени поп-песен для их выпуска в радиоэфир. В большинстве песен Орбисона используются одна из следующих структур или их вариации:
Куплет — припев — бридж — куплет — припев — куплет.
Песни раннего периода творчества певца («Ooby Dooby»; «Claudette») состоят из двух частей, одна из которых — первый куплет, а другая — припев. В большинстве поп-песен тех лет применяется структура A-B-A-B-C-A-B. В песне «In Dreams», композиция которой состоит из семи частей, применяется структура:
Вступление — куплет — бридж — средняя часть — куплет — средняя часть — куплет — завершение.
В песне «Running Scared» присутствует повтор, использованный в композиции с целью создать впечатление неопределённости перед заключительным кульминационным моментом песни, в котором применяется структура:
Куплет — куплет — куплет — куплет — бридж.
«Crying» более сложен, здесь применяется структура A-B-C-D-E-F-A-B. Несмотря на то, что Орбисон писал свои песни на основе распространённых структур, певец утверждал, что никогда не следовал принципам композиторства и написания песен. В интервью радиостанции «Би-би-си» в 1985 году певец говорил, что научился играть на гитаре и петь, постоянно слушая песни, звучавшие по техасским радиостанциям.

Я уверен, что мы должны были более досконально изучить технику композиции и музыкальной стилистики, как это было в школе, когда учителя говорили нам: «Вы должны делать это, следуя такому-то методу». Я бы следовал именно такому принципу. Но всю свою жизнь я всегда всё делал по-своему, не зная правильно ли это или нет. Поэтому иногда структура моих песен такова, что припев появляется только в конце, а иногда его и нет вовсе… Но всё это я могу включить в структуру лишь после того, как я написал песню. Только тогда звучание кажется мне живым и последовательным. Оригинальный текст (англ.)I'm sure we had to study composition or something like that at school, and they'd say 'This is the way you do it,' and that's the way I would have done it, so being blessed again with not knowing what was wrong or what was right, I went on my own way....So the structure sometimes has the chorus at the end of the song, and sometimes there is no chorus, it just goes...But that's always after the fact—as I'm writing, it all sounds natural and in sequence to me.— Зал славы авторов песен Нашвилла, 2008

### Тематика песен
Критик Дэйв Марш выделяет три основных темы песен Орбисона: к первой категории, по мнению Марша, относятся песни о боли и потере, ко второй — песни о мечтах и надеждах, к третьей относятся тематически простые композиции о мужском бахвальстве, созданные в жанре классики рокабилли («Go! Go! Go!», «Mean Woman Blues»). На концертах Орбисон использовал убыстрённый музыкальный темп с целью избежать мрачного настроения своих песен.
В 1990 году Колин Эскотт написала краткую биографию к комплекту CD-бокс-сета: «Орбисон был мастером краткости. Трудившийся в эру синглов, он мог связать слова в рассказ или создать настроение менее чем за три минуты. Если вы думаете, что это легко — попробуйте сделать это. Его признанные хиты были просто великолепны; ни единого лишнего слова или ноты». Автор газеты The New York Times Питер Уотрус после посещения концерта Орбисона в 1988 году дал следующее описание песням Орбисона: «Сказочные композиции, вызывающие боязнь замкнутого пространства, близкие к произведениям искусства в традиционном духе». Вокалист группы Led Zeppelin Роберт Плант дал оценку американской музыке ритм-энд-блюза. Избегая упоминаний о чернокожих музыкантах, Плант привёл в качестве примера музыку Орбисона: «Острота комбинации текстов песен и голос были просто ошеломляющими. Он использовал драматизм для достижения по-настоящему сильного драматического эффекта».
Тема одиночества — одна из ключевых в творчестве Орбисона. В одном из интервью музыкант признавался: «Не думаю, что я был одинок больше, чем кто-либо другой… Впрочем, если ты воспитывался в Техасе, существует много причин, чтобы почувствовать себя одиноким». Музыка Орбисона стала альтернативой поп-музыки молодёжного движения, начавшегося на западе в 1950-е годы. Робин Гибб из группы The Bee Gees сказал: «Он сделал эмоции модными. При этом он, как говорится, не рвал страсти. Он не кричал, не жестикулировал, ни приплясывал, не прыгал по сцене. Он просто стоял совершенно неподвижно в своем чёрном костюме и своих чёрных очках и пел. И всё напряжение и волнение шло только от его голоса и от его чувства. Чистое волшебство». Орбисон вспоминал: «Когда в свет вышел сингл „Crying“, не думаю, что каждый второй слушатель мог принять тот факт, что человек должен плакать, когда он хочет этого». По словам Питера Лемана, для сцены Орбисон избрал себе образ мазохиста, человека, испытавшего и испытывающего много боли и потерь и в чём-то даже наслаждающегося ими: «Чувства, которые персонаж ставит перед собой, — это те чувства, которые ему больше всего необходимы. Боль и страдания стали частью его спектакля. Название песни „Crawling Back“ (с англ. — «Трудный путь назад»), конечно, верно подтверждает это».

### Голосовые данные
Выпуск сингла «Only The Lonely» ознаменовал «расцвет» музыкальной карьеры музыканта. В 1960 году сингл возглавил британский чарт и оставался в нём более полугода. Считается, что после выпуска именно этой песни произошёл творческий расцвет певца и во всей полноте раскрылся уникальный талант Роя как композитора, вокалиста, поэта и музыканта. Карл Перкинс, гастролировавший с Орбисоном ещё в те годы, когда музыкант записывался под лейблом Sun Records, вспоминал концерт, во время которого Рой исполнил кавер-версию на песню Нельсона Эдди и Джиннетт Макдональд — «Indian Love Call». По словам Перкинса, Рою удалось создать полную тишину в концертном зале. Присутствовавшие в зале зрители буквально замерли от страха, когда Орбисон подошёл к микрофону. Брюс Спрингстин и Билли Джоэл также отмечают отличительные голосовые данные певца. Самое поэтическое сравнение дал музыканту кантри-певец Дуайт Йокам, сказав, что голос Орбисона похож «на крик ангела, готового выпасть в открытое окно». Барри Гибб из группы The Bee Gees после прослушивания песни «Crying» назвал Роя «голосом Бога».
В начале 1960-х Боб Дилан так говорил о творчестве Орбисона:
«Орбисон… превосходит все жанры. Когда Рой поёт, не знаешь — мариачи это или опера. С ним не расслабишься… он поёт, а голос его ходит по трём или четырём октавам; и так, что хочется разогнаться на машине и слететь со скалы. Он поёт как профессиональный преступник… Его голос может расшевелить труп; он поёт, а ты вдруг замечаешь, что бормочешь себе под нос что-нибудь вроде: «Ничего себе»! По радио просто не передавали ничего подобного». Оригинальный текст (англ.)With Roy, you didn't know if you were listening to mariachi or opera. He kept you on your toes. With him, it was all about fat and blood. He sounded like he was singing from an Olympian mountaintop. [After "Ooby Dooby"] (h)e was now singing his compositions in three or four octaves that made you want to drive your car over a cliff. He sang like a professional criminal... His voice could jar a corpse, always leave you muttering to yourself something like, 'Man, I don't believe it'.Боб Дилан, «Хроники. Том 1», 2004
По словам Тима Гудвина, рукодившего сопроводительным оркестром Орбисона в Болгарии, голос музыканта мог вызывать исключительное впечатление во время прослушивания. Гудвин вспоминает: «Звучали струнные, и как только он запел — волосы, касавшиеся моей шеи, встали дыбом. Это было невероятное физическое ощущение». Канадская певица Селин Дион, гастролировавшая с Роем в качестве бэк-вокалистки, вспоминает: «Помню, он пел очень тихо. Несмотря на это, я стояла в двух метрах позади него и буквально чувствовала, как меня пронизывает энергия».

### Манера выступления
Орбисон часто извинялся перед публикой за чрезмерную сдержанность на сцене. Музыкант объяснял это тем, что инструментальная часть большинства его песен не позволяла совершать танцевальные движения во время выступления, за исключением таких танцевальных шлягеров, как «Mean Woman Blues» или «What'd I Say».
Кэтрин Дон Ланг сравнивала Орбисона с деревом, обладавшим пассивной, но притягательной красотой. Ланг вспоминает: «Настолько трудно объяснить, на что была похожа энергия Роя. Он мог заполнить комнату энергией одним лишь своим присутствием, но при этом не сказать ни слова. Его сущность в том, что он мог быть сильным, нежным и тихим одновременно. Он всегда был только таким». Этот образ грустного, депрессивного человека во многом принес Рою Орбисону популярность. Актёр Джон Белуши пародировал манеру поведения Орбисона в программе «Субботним вечером в прямом эфире». По сюжету шоу Белуши, одетый в чёрный костюм и тёмные очки, падает во время исполнения песни «Oh, Pretty Woman», но, невзирая на это, продолжает играть на гитаре до тех пор, пока группа помощников не поставила его на ноги.
Орбисон связывал свою пассивность во время концертных выступлений с годами жизни в Форт-Уэрте во время Второй мировой войны. В то время родители музыканта работали на оборонном предприятии, и отец Роя каждый вечер приносил домой гитару. В доме семейства Орбисонов собирались близкие друзья, родственники и военные. Все любили петь грустные песни под гитару и выпивать. Позднее Орбисон вспоминал: «Думаю, что эмоциональная яркость того времени произвела на меня очень сильное впечатление, потому что мысленно я всё ещё нахожусь там. Ещё с тех лет я осознал, что должен добиваться успеха, делать это как можно усерднее. Не пытаясь анализировать всё происходившее тогда, уверен, что окружавшие меня любовь и опека оставались со мной всё это время».

## Признание и награды
В 1987 году Орбисон был принят в Зал славы рок-н-ролла и Зал славы авторов песен Нашвилла. В 1989 году был принят в Зал славы Международной ассоциации композиторов. Орбисон занимает 37 место в списке «50 величайших исполнителей всех времён по версии журнала Rolling Stone» и 13 место в списке «20 из 100 величайших вокалистов всех времён», составленным в 2008 году. В 2002 году журнал Billboard поместил имя Роя Орбисона на 74 место в списке «600 самых записываемых артистов». 29 января 2010 года на Голливудской аллее славы была установлена звезда Роя Орбисона. В церемонии закладки звезды приняла участие вдова певца Барбара Орбисон, коллега рокера по группе The Traveling Wilburys Джефф Линн, Дэн Эйкройд, Дэвид Линч, а также певцы Эрик Айзек, Крис Айзек, Джо Уолш и Дуайт Йокам. Как участник The Traveling Wilburys и сольный артист, Рой Орбисон в общей сложности получил 5 премий «Грэмми»; последнюю из них уже посмертно, в 1991 году, за музыкальную композицию «Oh, Pretty Woman», исполненную на передаче телекомпании HBO — «Рой Орбисон и друзья, чёрно-белые ночи».
| Год  | Награда         | Категория                                                | Номинант                                                            |
| ---- | --------------- | -------------------------------------------------------- | ------------------------------------------------------------------- |
| 1981 | премия «Грэмми» | За лучшее кантри-исполнение дуэтом или группой с вокалом | песня «That Lovin' You Feelin' Again» (дуэт с Эммилу Харрис)        |
| 1987 | премия «Грэмми» | За лучшую разговорную или не музыкальную запись          | интервью «Interviews from the Class of '55 Recording Sessions»      |
| 1989 | премия «Грэмми» | За лучшее совместное кантри-исполнение с вокалом         | песня «Crying» (дуэт с Кэтрин Дон Ланг)                             |
| 1990 | премия «Грэмми» | За лучшее вокальное рок-исполнение дуэтом или группой    | альбом Traveling Wilburys Vol. 1 (в составе The Traveling Wilburys) |
| 1991 | премия «Грэмми» | За лучшее мужское вокальное поп-исполнение               | песня «Oh, Pretty Woman»                                            |
| 1998 | премия «Грэмми» | За жизненные достижения                                  | Рой Орбисон                                                         |

## Интересные факты
- Одна из песен Роя Орбисона «In Dreams» была использована в заставке между 1-й и 2-й главой в компьютерной игре Alan Wake.
- Рост Орбисона — 5 футов и 11 дюймов[13].[неавторитетный источник]
- Рой Орбисон был близко знаком с Мартином Шином[13].[неавторитетный источник]
- Рой Орбисон был чемпионом по запуску радиоуправляемых моделей аэропланов и лётчиком[13].[неавторитетный источник]
- Мэр Нашвилла Билл Пёрсел объявил 1 мая «Днём Роя Орбисона»[13].[неавторитетный источник]
- В 2008 году Квентин Уилер, учёный-энтомолог из Университета Аризоны, на концерте, посвящённом памяти Роя Орбисона, выступил с официальным заявлением. Учёный сообщил, что назвал недавно найденного в Индии жука в честь покойного музыканта — Orectochilus orbisonorum[111].
- Основной кандидат от республиканцев на выборах Президента США 2008 года Джон Маккейн назвал Роя Орбисона одним из своих любимых поп-музыкантов[112].
- В саундтреке к фильму 2001 года «Малхолланд Драйв» использована испаноязычная версия «Crying» Роя Орбисона. Во время звучания этой песни в фильме на глазах главных героинь появились слезы — так подействовал на них чарующий и мощный голос певицы из клуба Silencio[113]. Песню Ребеки Дель Рио под названием «Llorando», представляющую собой а капелла-интерпретацию «Crying» Роя Орбисона, отметили как «производящую сильное впечатление»[114].
- В 2002 году поп-музыкант Майкл Джексон вложил 98 миллионов долларов в приобретение старейшей и престижнейшей музыкальной издательской компании Acuff-Rose, которая обладает правами на более чем сто знаменитых песен, транслировавшихся в эфире более миллиона раз. Среди них такие шедевры как «Tennessee Waltz» Патти Пейдж и «Oh, Pretty Woman» Роя Орбисона[115].
- 23 апреля 2009 года компания Gibson официально представила сигнатуру Роя Орбисона — Epiphone Roy Orbison Signature, 12-струнную гитару Epiphone Bard, на которой играл Рой Орбисон и на которой была записана одна из самых знаменитых песен Роя — «Oh, Pretty Woman». Дека гитары изготовлена из цельного куска клёна и цельного куска махагони. Ориентировочная цена гитары составила около 1300$[116].
- В 2009 году Барбара Орбисон создала парфюм в честь знаменитой песни Роя Орбисона «Oh, Pretty Woman». Основные ноты в составе аромата — бергамот, лилия, амбра, пачули[117]. Барбара Орбисон принимала участие в каждой стадии разработки своего творения, начиная с парфюмерной композиции и заканчивая дизайном упаковки в Париже[118]. Цена парфюма в США составила порядка 80 долларов.
- В рассказе Стивена Кинга «Рок-н-ролльные небеса» одним из жителей города, в который попали Кларк и Мэри, был Рой. Вместе с Бадди Холли они вошли в ресторан и попросили супружескую пару остаться в их городе подольше.

## Дискография
| Год  | Альбом                              | Фирма    | Примечания | Самые верхние позиции в чартах | Самые верхние позиции в чартах | Самые верхние позиции в чартах | Самые верхние позиции в чартах | Самые верхние позиции в чартах | Самые верхние позиции в чартах | Самые верхние позиции в чартах | Сертификация RIAA США                                 |
| Год  | Альбом                              | Фирма    | Примечания | США                            | Великобритания                 | Канада                         | Норвегия                       | Швеция                         | Австралия                      | Новая Зеландия                 | Nielsen SoundScan                                     |
| ---- | ----------------------------------- | -------- | ---------- | ------------------------------ | ------------------------------ | ------------------------------ | ------------------------------ | ------------------------------ | ------------------------------ | ------------------------------ | ----------------------------------------------------- |
| 1961 | Roy Orbison at the Rock House       | Sun      |            | —                              | —                              | —                              | —                              | —                              | —                              | —                              |                                                       |
| 1961 | Lonely and Blue                     | Monument |            | —                              | 15                             | —                              | —                              | —                              | —                              | —                              |                                                       |
| 1962 | Crying                              | Monument |            | 21                             | 17                             | —                              | —                              | —                              | —                              | —                              |                                                       |
| 1962 | Roy Orbison's Greatest Hits         | Monument | Сборник    | 13                             | —                              | —                              | —                              | —                              | —                              | —                              | Золотой альбом Серебряный альбом                      |
| 1963 | In Dreams                           | Monument |            | 35                             | 6                              | —                              | —                              | —                              | —                              | —                              |                                                       |
| 1964 | More of Roy Orbison's Greatest Hits | Monument | Сборник    | 19                             | —                              | —                              | —                              | —                              | —                              | —                              |                                                       |
| 1964 | Early Orbison                       | Monument | Сборник    | 101                            | —                              | —                              | —                              | —                              | —                              | —                              |                                                       |
| 1965 | There Is Only One Roy Orbison       | MGM      |            | 55                             | 10                             | —                              | —                              | —                              | —                              | —                              |                                                       |
| 1965 | Orbisongs                           | Monument |            | 136                            | 40                             | —                              | —                              | —                              | —                              | —                              |                                                       |
| 1966 | The Orbison Way                     | Monument |            | 128                            | 11                             | —                              | —                              | —                              | —                              | —                              |                                                       |
| 1966 | The Classic Roy Orbison             | MGM      |            | —                              | 12                             | —                              | —                              | —                              | —                              | —                              | Золотой альбом                                        |
| 1966 | The Very Best of Roy Orbison        | Monument | Сборник    | 94                             | —                              | —                              | —                              | —                              | —                              | —                              |                                                       |
| 1967 | Roy Orbison Sings Don Gibson        | MGM      |            | —                              | —                              | —                              | —                              | —                              | —                              | —                              |                                                       |
| 1967 | Cry Softly Lonely One               | MGM      |            | —                              | —                              | —                              | —                              | —                              | —                              | —                              |                                                       |
| 1969 | Roy Orbison's Many Moods            | MGM      |            | —                              | —                              | —                              | —                              | —                              | —                              | —                              |                                                       |
| 1970 | Hank Williams the Roy Orbison Way   | MGM      |            | —                              | —                              | —                              | —                              | —                              | —                              | —                              |                                                       |
| 1970 | The Big O                           | London   |            | —                              | —                              | —                              | —                              | —                              | —                              | —                              |                                                       |
| 1972 | Roy Orbison Sings                   | MGM      |            | —                              | —                              | —                              | —                              | —                              | —                              | —                              | Золотой альбом                                        |
| 1972 | Memphis                             | MGM      |            | —                              | —                              | —                              | —                              | —                              | —                              | —                              |                                                       |
| 1973 | Milestones                          | MGM      |            | —                              | —                              | —                              | —                              | —                              | —                              | —                              |                                                       |
| 1976 | I'm Still in Love with You          | Mercury  |            | —                              | —                              | —                              | —                              | —                              | —                              | —                              |                                                       |
| 1977 | All-Time Greatest Hits              | Monument | Сборник    | —                              | 39                             | —                              | 4                              | 26                             | —                              | —                              | Платиновый альбом                                     |
| 1977 | Regeneration                        | Monument |            | —                              | —                              | —                              | —                              | —                              | —                              | —                              |                                                       |
| 1979 | Laminar Flow                        | Asylum   |            | —                              | —                              | —                              | —                              | —                              | —                              | —                              |                                                       |
| 1985 | Class of '55                        | PolyGram | Сборник    | —                              | 15                             | —                              | —                              | —                              | —                              | —                              |                                                       |
| 1987 | In Dreams: The Greatest Hits        | Virgin   | Сборник    | 95                             | 86                             | —                              | —                              | —                              | —                              | 2                              | Золотой альбом Серебряный альбом                      |
| 1988 | For the Lonely: 18 Greatest Hits    | Rhino    | Сборник    | 110                            | —                              | —                              | —                              | —                              | —                              | —                              |                                                       |
| 1989 | Mystery Girl                        | Virgin   | Посмертный | 5                              | 2                              | 4                              | 1                              | 1                              | 1                              | 7                              | Платиновый альбом 3x Платиновый альбом Золотой альбом |
| 1989 | The Legendary Roy Orbison           | PolyGram | Сборник    | —                              | 1                              | 53                             | —                              | —                              | —                              | —                              | Платиновый альбом 2x Платиновый альбом                |
| 1989 | A Black & White Night Live          | Virgin   | Концертный | 123                            | 51                             | 63                             | —                              | 45                             | 28                             | 14                             |                                                       |
| 1992 | King of Hearts                      | Virgin   | Посмертный | 179                            | 23                             | 69                             | —                              | —                              | 25                             | 18                             |                                                       |
| 1995 | Super Hits                          | Epic     | Сборник    | —                              | 54                             | —                              | —                              | —                              | —                              | —                              | Золотой альбом                                        |
| 1996 | The Very Best of Roy Orbison        | Virgin   | Сборник    | 186                            | 18                             | —                              | 8                              | 33                             | —                              | 22                             | Серебряный альбом                                     |
| 1999 | 16 Biggest Hits                     | Monument | Сборник    | —                              | —                              | —                              | —                              | —                              | —                              | —                              | Золотой альбом                                        |
| 2000 | 20 Golden Hits                      | TeeVee   | Сборник    | —                              | 69                             | —                              | —                              | —                              | —                              | —                              |                                                       |
| 2001 | Love Songs                          | Virgin   | Сборник    | —                              | 4                              | —                              | —                              | 8                              | —                              | —                              | Золотой альбом                                        |
| 2006 | The Essential Roy Orbison           | Monument | Сборник    | —                              | 62                             | —                              | 6                              | 5                              | 39                             | —                              |                                                       |
| 2006 | The Very Best of Roy Orbison        | Virgin   | Сборник    | —                              | —                              | 33                             | —                              | —                              | 11                             | 3                              |                                                       |

## Пародии
- Пародии на Роя Орбисона делали Бенни Хилл[128][129], Фредди Старр[130], Мик Кормье[131] и другие.